# Port lotniczy Ercan
Międzynarodowy Port Lotniczy Ercan (tur. Ercan Uluslararası Havalimanı, nowogr. Διεθνές Αεροδρόμιο Ερτσάν translit. Diethnés Aerodrómio Ertsán, ang. Ercan International Airport, IATA: ECN, ICAO: LCEN) – międzynarodowy port lotniczy położony na Cyprze (na terenie Cypru Północnego) w sąsiedztwie miejscowości Timwu (tur. Kırklar), 12,8 km na wschód od Nikozji.

## Historia
Protoplasta lotniska Ercan, Lotnisko Tymvou, zostało zbudowane przez Brytyjczyków podczas drugiej wojny światowej jako lotnisko wojskowe (od 1925 roku wyspa nosiła status kolonii brytyjskiej). Po tureckiej inwazji na Cypr i podziale wyspy, lotnisko zajęła armia turecka i do dziś jest ono wykorzystywane przez Cypr Północny jako główne lotnisko cywilne.
Od 2006 roku na lotnisku Ercan mogą lądować wyłącznie samoloty rejsowe z lotnisk w Turcji.
W 2008 roku upubliczniono plany prywatyzacji lotniska Ercan, a także plany powiększenia lotniska w celu zwiększenia przepustowości. Lotnisko Ercan ma obecnie 2,5-kilometrowy pas startowy i stanowiska postojowe o pojemności siedmiu samolotów. Droga startowa jest wystarczająco długa, do przyjęcia dużych samolotów, jednak nie jest wystarczająco długa do startów. Plan dotyczy budowy nowego pasa startowego, stanowisk postojowych i budynku terminalu, ze stanowiskami podwajającymi aktualną przepustowość lotniska.

## Drogi startowe i operacje lotnicze
Operacje lotnicze wykonywane są z dwóch asfaltobetonowych dróg startowych:
- RWY 11/29, 2755 × 45 m;
- RWY 16/34, 1830 × 30 m

## Linie lotnicze i połączenia
| Linia lotnicza      | Kierunek                                                                                            |
| ------------------- | --------------------------------------------------------------------------------------------------- |
| AnadoluJet          | 1. Adana 2. Ankara 3. Antalya 4. Gaziantep 5. Stambuł-Sabiha Gökçen 6. Izmir 7. Trabzon             |
| Fly Kıbrıs Airlines | 1. Adana 2. Ankara 3. Antalya 4. Diyarbakır 5. Stambuł 6. Izmir 7. Ordu–Giresun Sezonowo: 1. Bodrum |
| Pegasus Airlines    | 1. Adana 2. Ankara 3. Antalya 4. Gaziantep 5. Stambuł-Sabiha Gökçen 6. Izmir 7. Kayseri             |
| SunExpress          | 1. Izmir                                                                                            |
| Turkish Airlines    | 1. Antalya 2. Stambuł                                                                               |